# 尤拉希普
尤拉希普（英語：Uriah Heep）是英国的摇滚乐队，1969年成立于伦敦。该乐队有12张专辑打入英國專輯排行榜上，15张专辑名列公告牌二百强专辑榜中。在1970年代末期，乐队在德国获得了巨大的成功，单曲《Lady in Black》一度成为热门歌曲。尤拉希普和齐柏林飞船、黑色安息日和深紫一道，名列1970年代早期的顶尖摇滚乐队之列。
自從2013年以來，樂團的陣容一直保持不變：主音吉他和節奏吉他手米克·鮑克斯，鍵盤手Phil Lanzon，主唱Bernie Shaw，鼓手Russell Gilbrook和貝斯手Davey Rimmer。在目前的陣容中，Mick Box是唯一剩下的創始團員。